# Canuto II da Suécia
Canuto II (ca. 1200-1234) – conhecido como Knut Långe (Canuto, o Alto) ou Knut Holmgersson (Canuto Filho de Holmger - foi corregente da Suécia em 1222-1229, durante a menoridade do rei Érico XI (Erik Eriksson), e em 1229-1234 foi rei da Suécia, após derrotar os partidários de Érico  (Erik Eriksson) na batalha de Olustra e usurpar em seguida o trono.                                                                                Faleceu em 1234 e foi sepultado na igreja de Skokloster.

Canuto Holmergsson é provavelmente neto de um irmão de Érico, o Santo, e por consequência membro da Casa de Érico, e possivelmente primo afastado de Érico Eriksson. É nomeado como partidário dos Folkung - uma fação da alta nobreza que se opunha ao aumento do poder real.
Canuto foi membro do conselho real que regeu a Suécia entre 1222 e 1229, durante a menoridade de Érico IX. Após uma rebelião em 1229, na qual ele venceu o exército real na batalha de Olustra, Canuto arrebatou a coroa de Érico IX e se coroou rei da Suécia nesse mesmo ano, tendo ocupado esse cargo à sua morte em 1234. Nessa altura, Érico XI voltou a ocupar o trono.
As fontes históricas sobre Canuto contém poucas informações e por isso não se sabe muito sobre o seu reinado, para além de que mandou cunhar moeda com o seu nome em Uppsala e Nyköping, e nomeou o poderoso Ulfo Fase para jarl do reino.